# 에리크 6세 (덴마크)

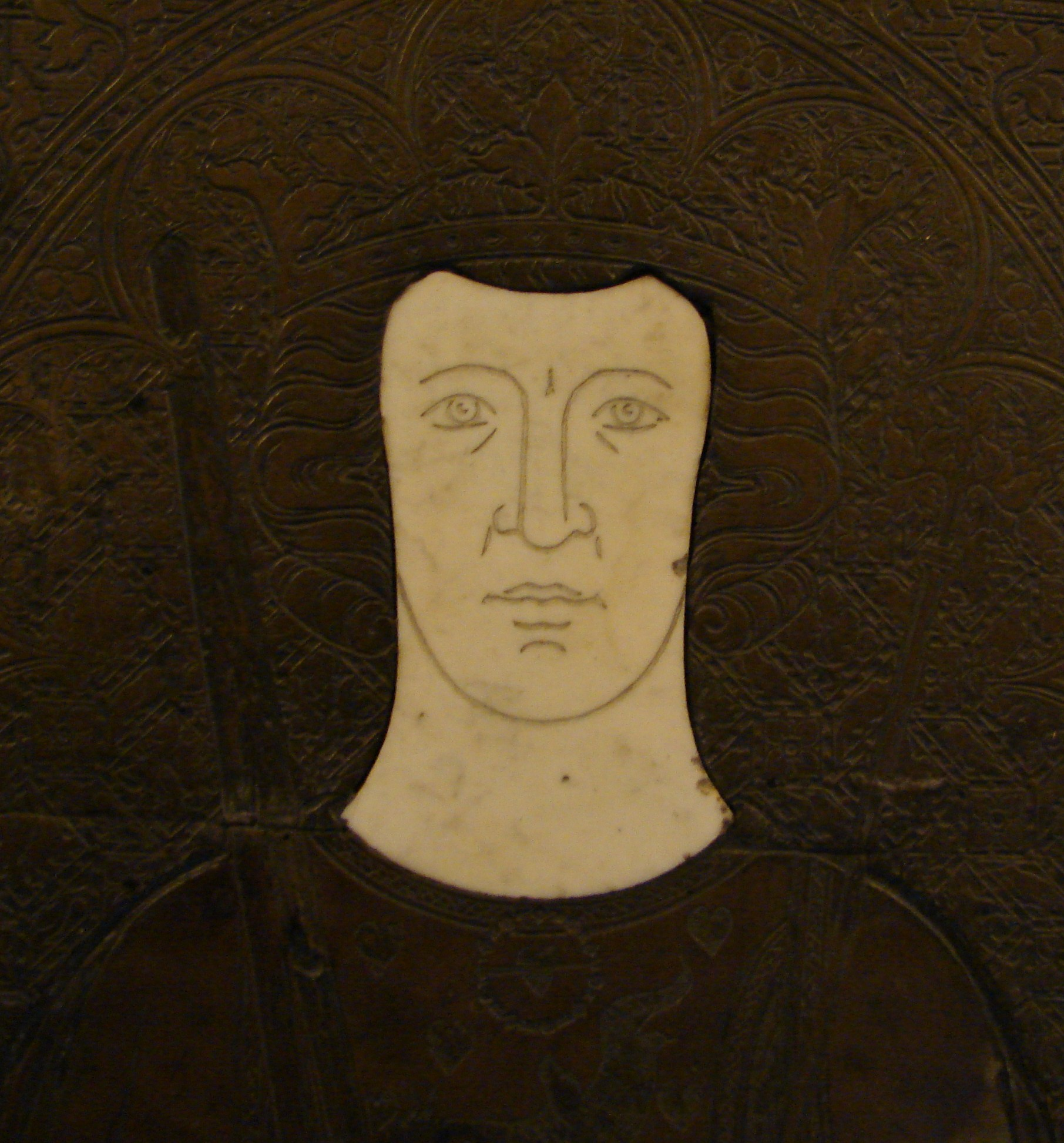
에리크 6세의 무덤에 그려진 에리크 6세

에리크 6세(덴마크어: Erik VI Menved 에리크 멘베드[*], 1274년경 ~ 1319년 11월 13일 로스킬레)는 덴마크의 국왕(재위: 1286년 ~ 1319년)이다.

## 생애
에스트리센가(Estridsen) 출신이다. 에리크 5세 국왕과 그의 아내인 브란덴부르크의 아그네스(Agnes)의 아들로 태어났다. 1286년 에리크 5세 국왕이 암살되면서 덴마크의 국왕으로 즉위했다. 즉위 당시에는 나이가 어렸기 때문에 1294년까지는 그의 어머니인 아그네스가 섭정 역할을 수행했다.
1287년에는 스티 안데르센 흐비데(Stig Andersen Hvide) 장군, 할란드의 야코브 닐센(Jacob Nielsen) 백작을 에리크 5세 국왕 암살 사건의 주범으로 지목하면서 그들의 재산을 몰수하고 국외로 추방시켰다. 한편 노르웨이로 망명한 안데르센 일행은 노르웨이의 에이리크 2세 국왕의 지원을 받으면서 덴마크를 위협했다.
1294년에는 에리크 6세 국왕의 퇴위를 요구한 옌스 그란(Jens Grand) 룬드 대주교를 체포했다. 그렇지만 옌스 그란 대주교는 얼마 지나지 않아 감옥을 탈출했고 로마 교황청에 진정을 하게 된다. 이 사건으로 인해 에리크 6세 국왕은 교황 보니파시오 8세로부터 파문을 당하고 만다. 또한 덴마크에서 4년 동안 성례전을 치르는 것을 금지하는 형벌을 받았고 옌스 그란 대주교에게 49,000 은(銀) 마르크를 배상금으로 지불하라는 명령을 받았다. 1303년 에리크 6세 국왕은 교황 보니파시오 8세와 화해했다.
재위 기간 동안에는 각종 대회와 유흥에 심취하면서 덴마크의 국고를 탕진했고 농민들과 귀족들에게 각종 세금을 부과했다. 또한 독일 출신 귀족들에게는 덴마크 왕실 재산을 담보로 돈을 빌리기도 했다. 1312년에는 덴마크에서 일어난 기근으로 인해 덴마크의 여러 농민들, 교회들, 귀족들이 에리크 6세 국왕에 대항하는 반란을 일으켰다. 1313년 에리크 6세 국왕은 덴마크 왕실이 소유하고 있던 윌란반도 남부의 영지를 매각했다. 1315년부터 1317년까지 덴마크에서는 세금을 부과하지 못하면서 국고가 비어 있는 상태에 이르렀다.
1296년 6월에는 스웨덴의 잉에보리 망누스도테르(Ingeborg Magnusdotter)와 결혼했다. 슬하에 14명의 자녀를 두었지만 8명은 어린 나이에 사망했고 6명은 유산되었다. 1319년에 사망했을 때 덴마크는 파산 상태에 있었다. 그의 왕위는 에리크 6세의 동생인 크리스토페르 2세가 승계받았다.
| 전임 에리크 5세 | 덴마크의 국왕 1286년 ~ 1319년 | 후임 크리스토페르 2세 |